# Naruphol Ar-Romsawa
Naruphol Ar-Romsawa (thail. นฤพล อารมณ์สวะ; Kalasin, 16 settembre 1988) è un calciatore thailandese, centrocampista del Muangthong United e della Nazionale thailandese.

## Carriera

### Club
Ar-Romsawa vestì le maglie di Home United e Muangthong United.

### Nazionale
Conta 2 presenze per la Thailandia.